# Helena Caspurro
Helena Caspurro (Porto) é uma cantautora e pianista portuguesa. A sua música, estruturada sobretudo em torno da canção e do texto poético escrito em português, caracteriza-se pela presença da improvisação e da fusão estilística: Jazz, Blues, Pop, Bossa Nova, Fado, etc.
Helena edita em 2003 o seu álbum de estreia, Mulher Avestruz, que contou com uma edição especial comemorativa dos 30 anos da Universidade de Aveiro, e, em 2009, edita Colapsopira, onde participa a percussionista Elizabeth Davis, apresentando-os em diversos concertos pelo país.
Em 2013, surge o álbum Paluí, um disco Antena 1, num formato instrumentalmente mais diversificado.
Em 2023 editou o single Madalena e o CD Massaiá-Vol1 .

## Discografia
- 2003- Mulher Avestruz
- 2009- Colapsopira
- 2013- Paluí
- 2023- Madalena (single)
- 2023- Massaiá-Vol1

## Participações
- TVI- Banda-sonora da telenovela Deixa que Te Leve, com o tema "Se...".[7][8]
- O videoclipe "Navegar" (Paluí) foi seleccionado e passado na Tunísia no festival VideoNomad, estando também, assim como o filme "Paluí", no Fantasporto. Este último marcou presença também no Festival Cine Universitario INTRAVENOSA, na Colômbia.[9]